# Cmentarz w Wierszach
Cmentarz w Wierszach – cmentarz wojenny we wsi Wiersze na terenie Puszczy Kampinoskiej. Spoczywa na nim 54 żołnierzy Grupy AK „Kampinos”

## Historia
W sierpniu i wrześniu 1944 roku w Wierszach była ulokowana kwatera główna Grupy „Kampinos” – partyzanckiego zgrupowania Armii Krajowej walczącego na obszarze Puszczy Kampinoskiej. We wsi utworzono wówczas cmentarz wojenny, na którym pochowano 54 żołnierzy AK poległych w czasie walk z Niemcami .
W 1946 roku cmentarz został zdewastowany przez bojówki PPR z Leszna.
Odwilż gomułkowska umożliwiła kombatantom Grupy „Kampinos” podjęcie działań na rzecz zabezpieczenia i uporządkowania grobów poległych kolegów. W tym celu powołano Komitet Odbudowy Cmentarza w Wierszach. Dzięki pomocy jednostki wojskowej z Kazunia oraz wsparciu finansowemu ze strony władz powiatu nowodworskiego cmentarz został w krótkim czasie odbudowany. 1 sierpnia 1957 roku, w trzynastą rocznicę wybuchu powstania warszawskiego, na cmentarzu w Wierszach po raz pierwszy zorganizowano oficjalne uroczystości, z udziałem kompanii honorowej LWP i przedstawicieli miejscowych władz.

## Wygląd współczesny
Cmentarz ma kształt prostokąta o powierzchni ok. 0,6 ha. Oznaczone krzyżami groby, w liczbie pięćdziesięciu czterech, ustawione są w trzech rzędach. Przez środek cmentarza biegnie alejka, na której końcu znajduje się urna, zawierająca ziemię zebraną z dwudziestu dwóch pobojowisk znajdujących się na obszarze Puszczy Kampinoskiej. W pobliżu urny znajdują się również tablice upamiętniające kapelanów Grupy AK „Kampinos”, w tym ks. Stefana Wyszyńskiego ps. „Radwan III” (powojennego Prymasa Polski) .

## Galeria

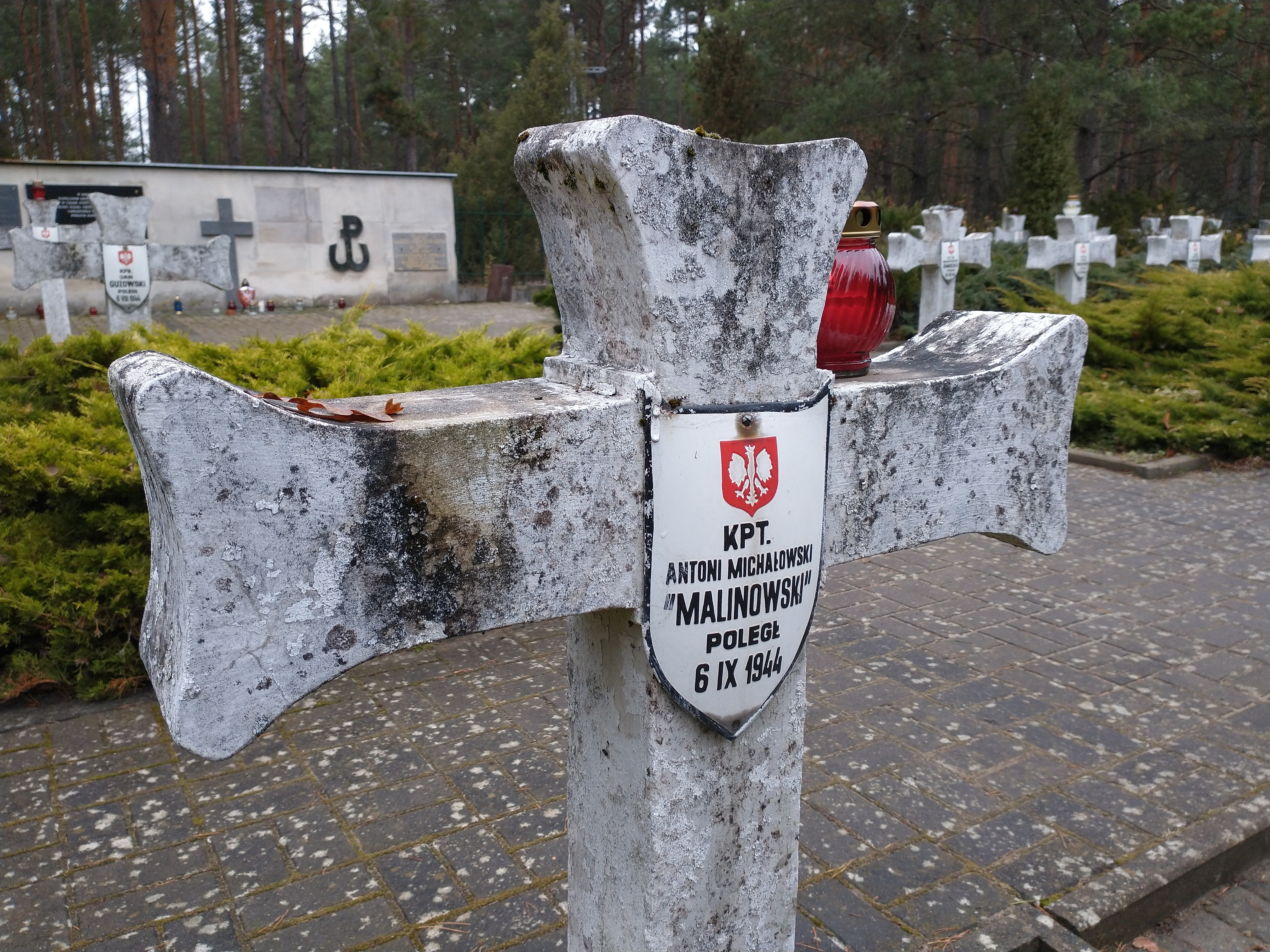
Jeden z grobów
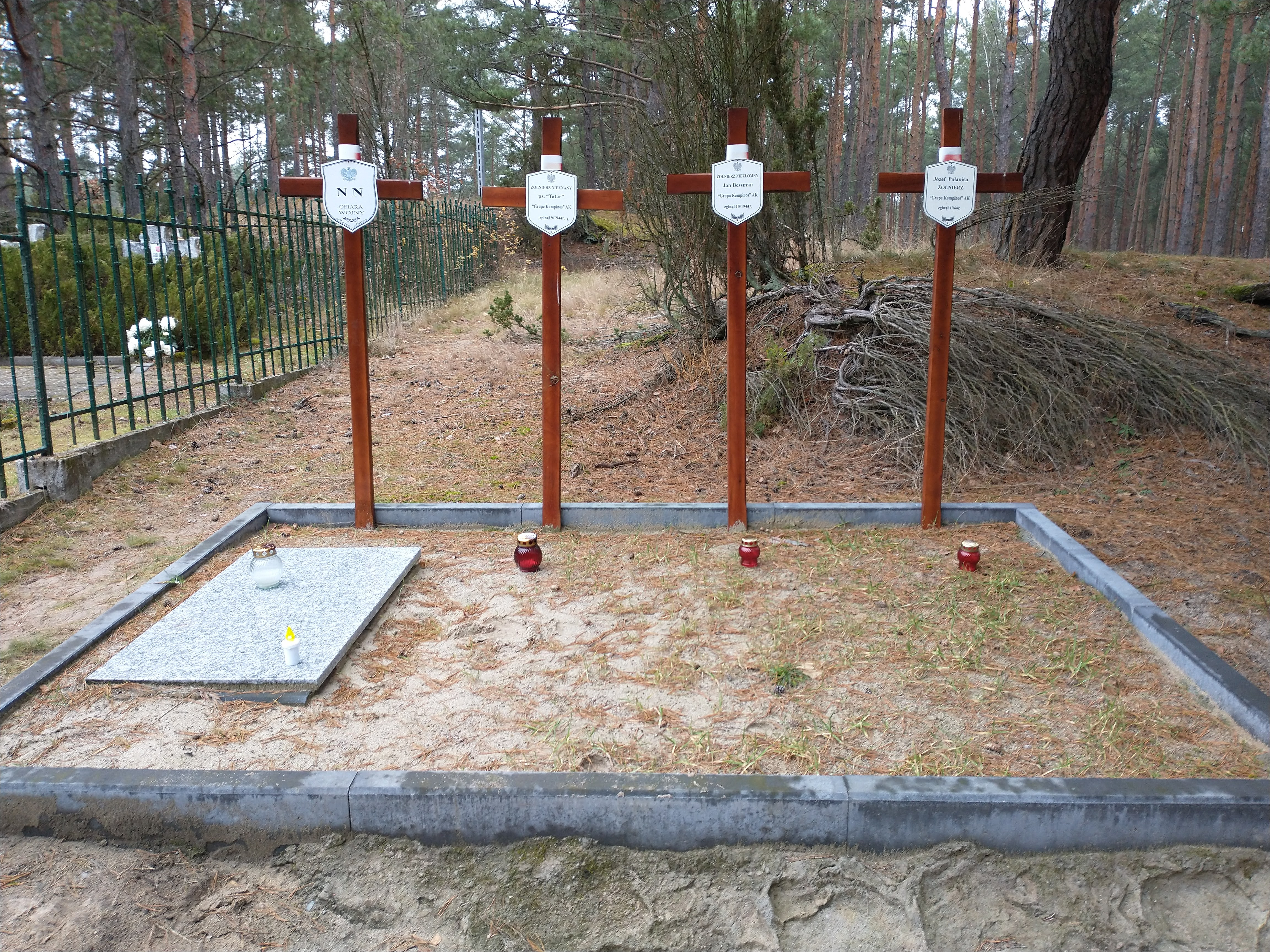
Kwatera partyzancka
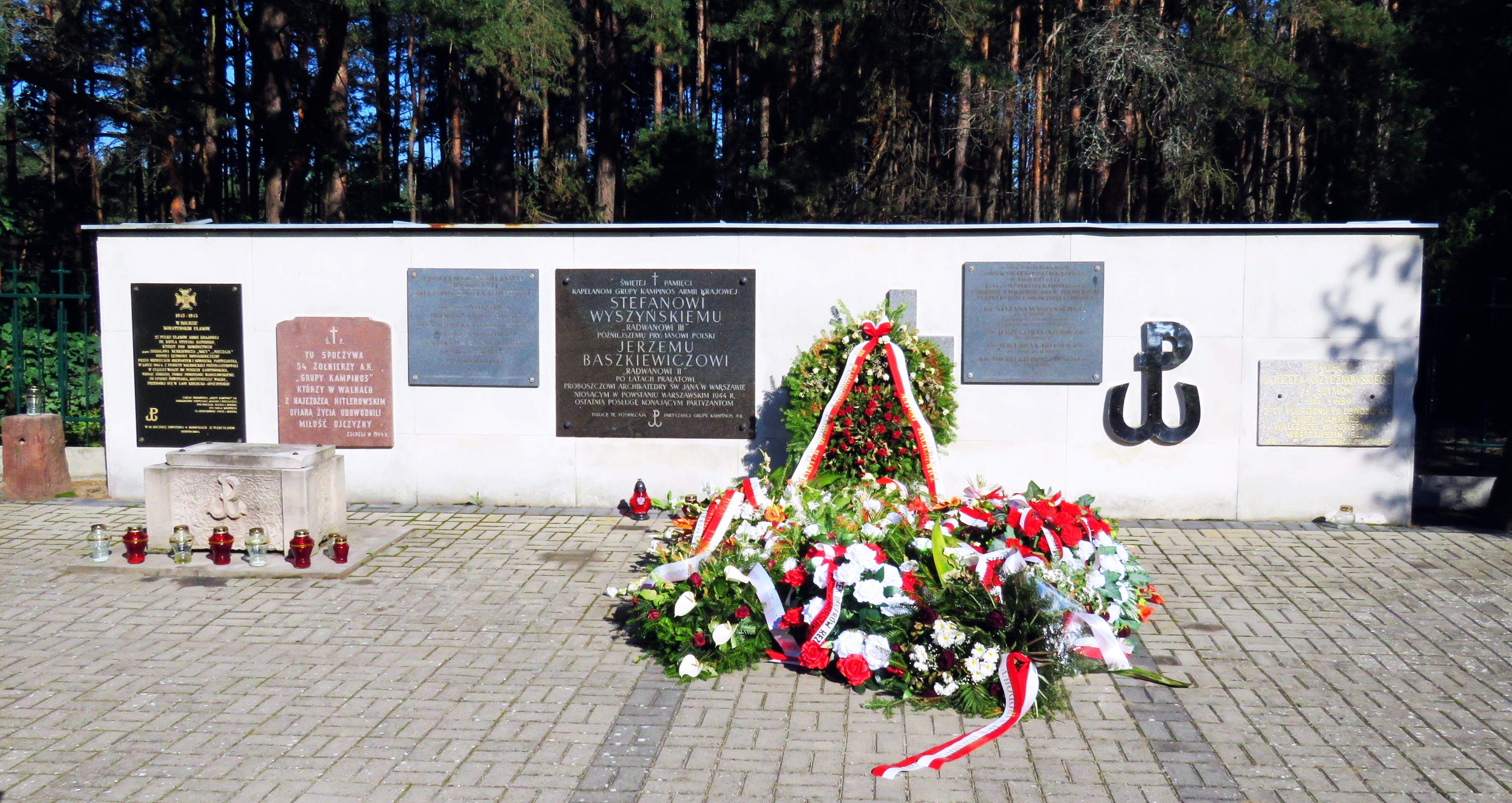
Urna i tablice pamiątkowe